# 13 причин почему
«13 причи́н почему́» (англ. 13 Reasons Why; стилизовано «TH1RTEEN R3ASONS WHY») — американский драматический телесериал, основанный на одноимённом романе Джея Эшера 2007 года. Книга адаптирована для телеэкрана Брайаном Йорки. Диана Сон и Брайан Йорки являются шоураннерами телесериала. Релиз сериала состоялся 31 марта 2017 года на Netflix.
Несмотря на то, что 13 серий первого сезона полностью раскрыли сюжет книги, сериал был продлён на второй сезон, который вышел 18 мая 2018 года и состоит из 13 серий. В июне 2018 года сериал был продлён на третий сезон с премьерой в 2019 году.
Съёмки третьего сезона стартовали в конце августа 2018 года. Новый сезон будет состоять из 13 новых серий. Премьера третьего сезона состоялась на стриминговом-сервисе Netflix 23 августа 2019 года.
1 августа 2019 года телесериал был продлён на четвёртый сезон, который стал финальным. Премьера состоялась 5 июня 2020 года. В отличие от предыдущих трёх сезонов, четвёртый состоит из 10 серий.

## Сюжет
Школьница Ханна Бейкер совершает самоубийство. Несколько недель спустя её одноклассник Клей Дженсен находит на пороге дома коробку, в которой находится семь магнитофонных кассет, записанных Ханной. Там она описывает тринадцать причин, по которым она покончила с собой, и Клей — одна из них. Чтобы выяснить, в чём он виноват, Клей должен прослушать все записи. Слушая их, он постепенно открывает тревожные тайны Ханны и своих одноклассников.

## В ролях

### Основной состав
| Актёры               | Персонаж                    | Сезоны        | Сезоны        | Сезоны        | Сезоны        |
| Актёры               | Персонаж                    | 1             | 2             | 3             | 4             |
| -------------------- | --------------------------- | ------------- | ------------- | ------------- | ------------- |
| Дилан Миннетт        | Клэй Джэнсэн                | Постоянно     | Постоянно     | Постоянно     | Постоянно     |
| Кристиан Наварро     | Тони Падилья                | Постоянно     | Постоянно     | Постоянно     | Постоянно     |
| Алиша Бо             | Джессика Дэвис              | Постоянно     | Постоянно     | Постоянно     | Постоянно     |
| Брэндон Флинн        | Джастин Фоли                | Постоянно     | Постоянно     | Постоянно     | Постоянно     |
| Майлс Хейзер         | Александр «Алекс» Стэнделл  | Постоянно     | Постоянно     | Постоянно     | Постоянно     |
| Росс Батлер          | Закари «Зак» Демпси         | Постоянно     | Постоянно     | Постоянно     | Постоянно     |
| Девин Друид          | Тайлер Даун                 | Постоянно     | Постоянно     | Постоянно     | Постоянно     |
| Эми Харгривз         | Лейни Джэнсэн               | Постоянно     | Постоянно     | Постоянно     | Постоянно     |
| Джастин Прентис      | Брайс Уокер                 | Постоянно     | Постоянно     | Постоянно     | Периодически  |
| Кэтрин Лэнгфорд      | Ханна Бэйкер                | Постоянно     | Постоянно     | Не появляется | Гость         |
| Дерек Люк            | Кэвин Портер                | Постоянно     | Постоянно     | Гость         | Не появляется |
| Кейт Уолш            | Оливия Бейкер               | Постоянно     | Постоянно     | Гость         | Не появляется |
| Брайан д’Арси Джеймс | Энди Бэйкер                 | Постоянно     | Периодически  | Не появляется | Не появляется |
| Тимоти Гранадерос    | Монтгомери де ла Круз       | Периодически  | Периодически  | Постоянно     | Периодически  |
| Бренда Стронг        | Нора Уокер                  | Не появляется | Периодически  | Постоянно     | Гость         |
| Грейс Саиф           | Амороват Анисия «Ани» Ачола | Не появляется | Не появляется | Постоянно     | Постоянно     |

- Клэй Джэнсэн[англ.] — близкий друг Ханны, пытающийся выяснить обстоятельства её смерти.
- Ханна Бэйкер[англ.] — девушка, совершившая самоубийство и записавшая кассеты с разъяснениями.
- Тони Падилья — лучший друг Клея, помогающий тому справиться со смертью Ханны.
- Джессика Дэвис — бывшая подруга Ханны, девушка Джастина.
- Джастин Фоли — баскетболист, лидер команды.
- Брайс Уокер — бейсболист, студент из богатой семьи.
- Алекс Стэнделл — студент с неформальной внешностью, бывший друг Ханны и бывший парень Джессики.
- Зак Дэмпси — лучший игрок в баскетбол, добродушный, но слегка трусливый друг Брайса и Джастина.
- Тайлер Даун — школьный фотограф, жертва издевательств.
- Лейни Джэнсэн — мать Клея, адвокат.
- Кэвин Портер — школьный психолог.
- Оливия и Энди Бейкеры — родители Ханны.
- Монтгомери де ла Круз — друг Брайса и Джастина, занимающийся травлей в школе.
- Нора Уокер — мать Брайса.
- Амороват Анисия «Ани» Ачола — новая студентка в «Либерти Хай», у которой было неизвестное криминальное прошлое, впоследствии подружившаяся с Клэем и Джессикой (становится основным персонажем с 3-го сезона).

С первого сезона
- Джош Хэмилтон — Мэтт Дженсен — отец Клея.
- Мишель Селена Анг — Кортни Кримсен — одноклассница Ханны.
- Стивен Сильвер — Маркус Коул — президент школьного совета. Друг Брайса и Джастина.
- Аджиона Алексус — Шери Холланд — черлидер. Подруга Клея.
- Томми Дорфман — Райан Шейвер — поэт и главный редактор школьной газеты. Бывший парень Тони.
- Сози Бейкон — Скай Миллер — бывшая одноклассница Клея.
- Брэндон Ларракуэнте — Джефф Аткинс — бейсболист, друг Клея.
- Стивен Уэбер — Гэри Болан — директор «Либерти Хай».
- Кейко Аджена — миссис Брэдли — учительница Ханны.
- Марк Пеллегрино — Билл Стэнделл — заместитель шерифа и отец Алекса.
- Роберт Гант — Тодд Кримсен — отец Кортни.
- Уилсон Крус — Деннис Васкес — адвокат Оливии Бейкер.

Со второго сезона
- Мередит Монро — Кэролайн Стэнделл — мать Алекса.
- Бренда Стронг — Нора Уокер — мать Брайса.
- Ар-Джей Браун — Калеб — тренер Тони.
- Энн Уинтерс — Хлоя — черлидер и девушка Брайса.[9]
- Брайс Касс — Сайрус — нигилист и друг Тайлера.[9]
- Челси Элден — Маккензи — сестра Сайруса.[9]
- Эллисон Миллер — Соня Страл — адвокат, выступающий в суде на стороне школы.[9]
- Саманта Логан — Нина Джонс — жертва изнасилования и подруга Джессики.[9]
- Келли О'Хара — Джеки — подруга Оливии, которая поддерживала её во время суда.[9]
- Бен Лоусон — Рик — тренер школьной команды по бейсболу.[9]

С третьего сезона
- Тайлер Барнхардт — Чарли Сент-Джордж — спортсмен из «Либерти Хай», который дружит с Монтгомери, но добр сердцем. Влюблен в Алекса.
- Бекс Тейлор-Клаус — Кейси Форд — член РП и подруга Джессики.
- Остин Эрон — Люк Холлидей — спортсмен из «Либерти Хай».
- Харт Дентон — Дин Холбрук — студент из «Хиллкрест», который испытывает неприязнь к Брайсу.
- Дикен Блуман — Уинстон Уильямс — студент из «Хиллкрест», который связан с Монтгомери.
- Нана Менсах — Амара Джозефин Ачола — строгая мать Ани и домработница Уокеров.
- Бенито Мартинес — шериф Диас — расследующий убийство Брайса.
- Маркус Деанда — мистер де ла Круз — жестокий отец Монтгомери.
- Реймонд Джей Барри — Харрисон Чатем — больной отец Норы и дедушка Брайса.

С четвёртого сезона
- Инде Наварретт — Эстела де ла Круз — сестра Монти.
- Ядира Гевара-Прип — Валери Диас — дочь офицера полиции Диаса.

## Сезоны
Список серий американской драмы «13 причин почему» (англ. 13 Reasons Why). Сериал разворачивается вокруг семнадцатилетнего ученика старшей школы Клэя Дженсена и его подруги Ханны Бейкер, которая кончает жизнь самоубийством после того, как столкнулась с издевательствами, сексуальными домогательствами и насилием в своей школе и отсутствием поддержки со стороны ее друзей и школы. Ханна в течение нескольких недель записывает 7 кассет, в которых рассказывает тринадцать причин, по которым она решила покончить с собой. Сериал транслировался на телеканале Netflix с 31 марта 2017 по 5 июня 2020 года.
| Сезон | Серии | Серии | Даты показа     | Даты показа     |
| ----- | ----- | ----- | --------------- | --------------- |
| 1     | 13    | 13    | 31 марта 2017   | 31 марта 2017   |
| 2     | 13    | 13    | 18 мая 2018     | 18 мая 2018     |
| 3     | 13    | 13    | 23 августа 2019 | 23 августа 2019 |
| 4     | 10    | 10    | 5 июня 2020     | 5 июня 2020     |

## Список эпизодов

### Сезон 1 (2017)
| № общий | № в сезоне | Название                                | Режиссёр             | Автор сценария      | Дата премьеры |
| --- | ---------- | --------------------------------------- | -------------------- | ------------------- | ------------- |
| 1 | 1          | «Кассета 1, Сторона А» «Tape 1, Side A» | Том Маккарти         | Брайан Йорки        | 31 марта 2017 |
| Клэй Джэнсэн находит коробку, заполненную аудиокассетами, которую оставили на его пороге. Включив первую из них в бумбоксе своего отца, он понимает, что кассеты были записаны его недавно умершей одноклассницей Ханной Бэйкер. Он случайно падает и ломает бумбокс, когда в его комнату входит мать. Клэй крадет плеер у своего друга Тони, чтобы продолжить прослушивание кассет. Он слушает первую кассету, в которой Ханна рассказывает о своих переживаниях, которые привели её к самоубийству. Она начинает с того, что делится историей своего первого поцелуя с Джастином Фоули, который непреднамеренно распространяет непристойный слух, повлиявший на дальнейшие события в её жизни, из-за чего она начинает задумываться о самоубийстве. В воспоминаниях Клэя показана его влюблённость в Ханну и работа с ней в местном кинотеатре. Также мы узнаём, что Ханна назначила за ответственным за распространение кассет своего друга Тони. Человек на кассете: Джастин Фоули, который распространил слух об их встречах с Ханной и показал её колоритный снимок. |            |                                         |                      |                     |               |
| 2 | 2          | «Кассета 1, Сторона Б» «Tape 1, Side B» | Том Маккарти         | Брайан Йорки        | 31 марта 2017 |
| Ханна вспоминает о своей дружбе с двумя другими новыми студентами: Джессикой, которая часто переезжает, потому что её отец работает в ВВС и Алексом, с которым они познакомились в кафе. Джессика и Алекс начинают встречаться и перестают проводить время с Ханной. Когда Алекс расстается с Джессикой, она публично обвиняет в этом Ханну. В настоящем времени, мать Ханны — Оливия, находит записку в учебнике своей дочери, которая заставляет её поверить в то, что Ханну запугивали. Клэй узнает у Джессики о кассетах, в результате чего круг сверстников Брайса Уокера встречается, чтобы обсудить, как Клэй слушает записи Ханны. Человек на кассете: Джессика Дэвис, которая по ошибке обвинила Ханну в её разрыве с Алексом. |            |                                         |                      |                     |               |
| 3 | 3          | «Кассета 2, Сторона А» «Tape 2, Side A» | Хелен Шейвер         | Диана Сон           | 31 марта 2017 |
| Поскольку Клэй пытается продолжить романтические отношения с Ханной, её отношениям с одноклассниками угрожает "Лучший/Худший" список, составленный Алексом Стэндэллом, который поставил "цель" на Ханну. В настоящем времени, мать Ханны — Оливия Бейкер, пытается разыскать директора школы, чтобы рассказать о своих подозрениях в издевательствах над учениками, и делает тревожное открытие. В разгар своего расследования Клэй обращается за ответами к Алексу, который не только сожалеет о своих действиях, рассказанных на кассетах, но и предостерегает Клэя не доверять Тони. Позже, Клэй случайно становится свидетелем того, как Тони со своими братьями жестоко избивают мужчину. Пока Джастин пытается оправиться от своего недавнего падения, Брайс соревнуется в быстроте распития алкоголя с Клэем и Алексом в переулке. Человек на кассете: Алекс Стэндэл, который назвал задницу Ханны лучшей в школе, чтобы заставить Джессику Дэвис ревновать и разрушить их дружбу с Ханной. |            |                                         |                      |                     |               |
| 4 | 4          | «Кассета 2, Сторона Б» «Tape 2, Side B» | Хелен Шейвер         | Томас Хиггинс       | 31 марта 2017 |
| Ханна слышит кого-то за окном и признается своей подруге Кортни, что за ней следят. Кортни предлагает помочь ей поймать преступника с поличным. Ожидая прибытие преследователя, в состоянии алкогольного опьянения, они начинают играть в игру "Правда или действие", что приводит к поцелую между ними. Преследователь, школьный фотограф Тайлер Доун, делает фотографию девочек и рассылает её всем ученикам школы, что приводит к разрыву дружбы Кортни и Ханны. Кортни начинает всячески пытаться скрыть, кто же является второй девушкой на фотографии, сделанной Тайлером. В настоящем времени, Клэй приходит в дом к Ханне, что бы поговорить с её матерью, но у него не получается признаться, насколько они с Ханной были близки. Он также пытается выяснить у Тони, за что он с братьями избил того мужчину. Тони ответил Клэю, что люди иногда должны вершить своё собственное правосудие и доказывает, что у него есть ещё один дубликат кассет. Вдохновлённый этим, Клэй делает голый снимок Тайлера и так же рассылает его по всей школе, в отместку за Ханну. Человек на кассете: Тайлер Доун, который следил за Ханной и разослал всей школе фотографию её поцелуя с Кортни. |            |                                         |                      |                     |               |
| 5 | 5          | «Кассета 3, Сторона А» «Tape 3, Side A» | Кайл Патрик Альварез | Джулия Бикнелл      | 31 марта 2017 |
| Кортни, боясь, что одноклассники узнают о её сексуальности, начинает распространять слухи о том, что девочки на фотографии — это Ханна и Лаура, которая является открытой лесбиянкой. Также, Кортни добавляет слухи о Ханне и Джастине, ещё больше ухудшая и так плохую репутацию Ханны. В настоящем, Клэй принудительно ведёт Кортни на могилу Ханны. Она не доходит до могилы, потому что ей было стыдно перед Ханной за то, что не призналась ей о своей сексуальности при жизни. Тони приезжает с велосипедом Клэя и даёт ему кассету с песней, под которую они с Ханной танцевали на «Зимнем балу». Позже, Джастин, Зак и Алекс заставляют Клэя сесть с ними в машину, украв его велосипед, и разгоняются до бешеной скорости, тем самым напугав его из-за кассет. Их останавливает полиция, но не арестовывает, поскольку офицер, как выяснилось, является отцом Алекса. Клэй обманывает свою мать, что знал Ханну. Однако, он попросил её представлять школу в судебном процессе, который устроили Бэйкеры. Человек на кассете: Кортни Кримсэн, которая распространяла дальнейшие слухи о Ханне, чтобы отвлечь внимание от своей ориентации и фотографии, которую сделал Тайлер.      |            |                                         |                      |                     |               |
| 6 | 6          | «Кассета 3, Сторона Б» «Tape 3, Side B» | Кайл Патрик Альварез | Ник Шефф            | 31 марта 2017 |
| На День Святого Валентина, свидание Ханны с Маркусом пошло не так, как задумывалось, из-за слухов о её неразборчивости в сексуальных связях. В настоящем времени, Алекс ввязывается в драку с Монтгомери де ла Крузом и они оба должны предстать перед школьным судом. Клэй помогает Шэри с домашним заданием и они почти сближаются, но Шэри останавливается, так как хочет, чтобы Клэй полюбил её, несмотря на её роль в смерти Ханны. Человек на кассете: Маркус Коул, который прилюдно унизил Ханну, попытавшись домогаться до неё на свидании в день Святого Валентина. |            |                                         |                      |                     |               |
| 7 | 7          | «Кассета 4, Сторона А» «Tape 4, Side A» | Грегг Араки          | Элизабет Бенжамин   | 31 марта 2017 |
| После того как Ханна отказывается встречаться с Заком, он мстит, саботируя её эмоционально во время классного проекта. Зак крадёт все комплименты из коробки, предназначенные Ханне, тем самым опустив её самооценку ещё ниже. В настоящем времени, Клэй слушает кассету Зака и понимает, что оказывается иначе, чем казалось. У Клэя теперь появляются визуальные и слуховые галлюцинации Ханны в течение дня, включая видение её мёртвого тела на полу баскетбольной площадки во время игры и слушания её кассет в школе. Он возвращает записи Тони, не в силах продолжать их слушать. Человек на кассете: Зак Дэмпси, который из мести украл все "записки с комплиментами" в классе, предназначенных Ханне, за то, что она отвергла его и отказалась от помощи. |            |                                         |                      |                     |               |
| 8 | 8          | «Кассета 4, Сторона Б» «Tape 4, Side B» | Грегг Араки          | Кирк Мур            | 31 марта 2017 |
| Впечатлённая и вдохновлённая поэзией, которую прочитал Райан Шэйвер — одноклассник Ханны, она решает вступить в «Эвергринский клуб поэтов», место, где люди пишут и зачитывают стихи и прозы собственного сочинения, а также слушают и критикуют других. Ханна зачитывает некоторые чрезвычайно показательные и исповедальные стихи в этом самом клубе после того, как Райан прочитал её произведение. Но он предаёт её, опубликовав тот самый стих без ведома и согласия Ханны в своем школьном журнале. Почти все в школе находят стихотворение смешным, но Клэй и тронут, и встревожен одновременно, не зная, что автором является Ханна. В настоящем времени, Тони рассказывает Клэю подробности смерти Ханны и Клэй забирает кассеты обратно. Чуть позже, он отдает стих Ханны её матери. Человек на кассете: Райан Шэйвер, который украл стихотворение, написанное Ханной с подробным описанием её личных проблем и опубликовал его в школьной газете без её согласия. |            |                                         |                      |                     |               |
| 9 | 9          | «Кассета 5, Сторона А» «Tape 5, Side A» | Карл Франклин        | Хейли Тайлер        | 31 марта 2017 |
| Скрываясь в комнате Джессики во время вечеринки, Ханна становится свидетелем изнасилования Джессики Брасом Уокером. В настоящем времени, Маркус предупреждает Клэя, что худшее ещё впереди и снова пытается запугать его, чтобы он молчал о кассетах, подбросив на этот раз наркотики в его рюкзак, чтобы его выгнали из школы. Клэй наконец признается матери, что они с Ханной были близки. Получив подозрительный юридический совет от своей матери, он идёт в квартиру Джастина, чтобы забрать свой велосипед и поговорить о правосудии для Джессики. Джастин наконец признаётся Клэю, что всё, о чём говорится в кассетах — правда, и лучше Джессике не знать об этом. Человек на кассете: Джастин Фоули (и, по-видимому, сама Ханна Бэйкер), за то, что они оба позволили Брайсу изнасиловать свою подругу Джессику. |            |                                         |                      |                     |               |
| 10 | 10         | «Кассета 5, Сторона Б» «Tape 5, Side B» | Карл Франклин        | Нэйтан Луис Джексон | 31 марта 2017 |
| После вечеринки, Ханну подвезла домой её одноклассница — чирлидер Шэри Холланд. В результате поездки, произошёл несчастный случаем с опрокидыванием знака остановки. Ханна решает позвонить в полицию, чтобы сообщить об этом происшествии, но Шэри категорически против, потому что боится попасть в тюрьму. В то время как Ханна находится в поиске телефона, чтобы позвонить властям, сбитый знак остановки вызывает серьезную аварию на этом перекрёстке, в результате чего погибает друг Клэя Джэфф Аткинс, якобы находившегося в состоянии алкогольного опьянения в тот вечер. Когда Ханна пытается рассказать Клэю о знаке остановки, он отказывается её слушать, думая, что она излишне драматизирует. В настоящем времени, поведение Джессики становится более неустойчивым. Клэй узнает, что Шэри пытается исправить свою ошибку так, как считает нужным, и он говорит родителям Джэффа, что он был трезв в момент аварии. Человек на кассете: Шэри Холланд, которая бросила Ханну после того, как она врезалась в знак остановки, что в конечном итоге привело к смерти Джэффа Аткинса.                                                                                           |            |                                         |                      |                     |               |
| 11 | 11         | «Кассета 6, Сторона А» «Tape 6, Side A» | Джессика Ю           | Диана Сон           | 31 марта 2017 |
| При поддержке Тони, Клэй, наконец, слушает свою кассету и начинает испытывать чувство вины до такой степени, что рассматривает своё собственное самоубийство, из-за чувства вины. Он считает, что недостаточно сделал, чтобы предотвратить смерть Ханны. Тони удается его успокоить. Джастин узнает, что Джессика находится в доме Брайса. Он противостоит ей там и признается, что Брайс изнасиловал её в ночь вечеринки. Услышав это, Джессика разрывает отношения с Джастином. Оливия Бэйкер находит список с именами всех людей на кассетах, хотя она не знает, что он означает. Человек на кассете: Якобы Клэй Джэнсэн, который выполнил просьбу Ханны оставить её одну на вечеринке Джессики. Однако, Ханна прямо заявляет, что Клэй не включен в список 13-ти причин, но попал на кассету, потому что является частью её истории. |            |                                         |                      |                     |               |
| 12 | 12         | «Кассета 6, Сторона Б» «Tape 6, Side B» | Джессика Ю           | Элизабет Бенджамин  | 31 марта 2017 |
| Ханна забегает на вечеринку после спора с родителями. Школьникам вручают повестку в суд, а Джастин борется с противоречивой лояльностью. Человек на кассете: Брайс Уокер, который обездвижил и изнасиловал Ханну в джакузи на собственной вечеринке. |            |                                         |                      |                     |               |
| 13 | 13         | «Кассета 7, Сторона А» «Tape 7, Side A» | Кайл Патрик Альварез | Брайан Йорки        | 31 марта 2017 |
| Ханна просит помощи у мистера Портера, школьного советника. Клэй проигрывает новую кассету для Тони и взвешивает, что делать дальше. Человек на кассете: Кэвин Портер, школьный психолог, который проявил равнодушие, когда Ханна попыталась обратиться к нему за помощью. |            |                                         |                      |                     |               |

### Сезон 2 (2018)
| № общий | № в сезоне | Название                                                    | Режиссёр             | Автор сценария                    | Дата премьеры |
| --- | ---------- | ----------------------------------------------------------- | -------------------- | --------------------------------- | ------------- |
| 14 | 1          | «Первый полароид» «The First Polaroid»                      | Грегг Араки          | Брайан Йорки                      | 18 мая 2018   |
| Прошло пять месяцев, после событий первого сезона. Процесс по делу Ханны Бэйкер переходит в суд. Тайлер первый даёт показания в суде и делает это честно. Скай и Клей встречаются, но у Клэя начинаются галлюцинации, в которых он видит Ханну. Мистер Портер сталкивается с Брайсом в туалете и начинает распрашивать его об изнасиловании Ханны. Джессика возвращается в школу, как и Алекс, который пережил свою попытку самоубийства, но потерял большую часть своей памяти, включая содержимое кассет Ханны. Тони получает записку, которую Ханна оставила ему в ночь своей смерти и прочитав её - сжигает. Клей находит полароидную фотографию в своем шкафчике с надписью: «Ханна была не единственной…» Свидетель: Тайлер Даун, который рассказывает, как фотографировал Ханну Бэйкер и пытался с ней подружиться. |            |                                                             |                      |                                   |               |
| 15 | 2          | «Две целующиеся девушки» «Two Girls Kissing»                | Грегг Араки          | Томас Хиггинс                     | 18 мая 2018   |
| В суде, при даче показаний, под давлением, Кортни признаётся, что она лесбиянка и испытывала чувства к Ханне. Группа протестующих собирается у здания суда, чтобы потребовать справедливости по делу Ханны, но Джессика и Алекс пытаются скрыть что-либо компрометирующее с их стороны, при даче своих показаний. Скай и Клэй борются за свои отношения, ведь Клэй всё ещё любит Ханну. Вскоре, Скай была госпитализирована, после того, как покинула дом Клэя. Тем временем, Тайлер заводит дружбу с одноклассником-бунтарём по имени Сайрус. Свидетель: Кортни Кримсэн, которая рассказывает о своих чувствах к Ханне Бэйкер и о поцелуе с ней. |            |                                                             |                      |                                   |               |
| 16 | 3          | «Пьяная шлюха» «The Drunk Slut»                             | Карен Монкрифф       | Марисса Джо Церар                 | 18 мая 2018   |
| Клэй, едущий домой на велосипеде, преднамеренно сбит автомобилем, который его немного ранит. Он навещает Скай в больнице, но она расстается с ним. Клей и Алекс пытаются убедить Джессику раскрыть информацию о Брайсе во время ее показаний, но она терпит неудачу, увидев компрометирующие её фотографии, прикрепленные к доске в классе. Позже, Оливия спрашивает её, была ли она той самой девочкой с девятой кассеты, но Джессика не отвечает. Узнав, что Джессика связалась с Джастином, Клэй находит его бездомным в Окленде с помощью Тони. Не имея другого выбора, Клэй позволяет Джастину пожить в своей спальне. Родители Скай переводят её в психиатрическую клинику и говорят Клэю разорвать с ней связь. Тайлер встречает остальных друзей Сайруса, в то время как Брайса просят дать показания. Свидетель: Джессика Дэвис, которая рассказывает о списке "горячий или нет" и о дружбе с Ханной. |            |                                                             |                      |                                   |               |
| 17 | 4          | «Второй полароид» «The Second Polaroid»                     | Карен Монкрифф       | Хейли Тайлер                      | 18 мая 2018   |
| Маркус лжёт во время его показаний о том, что произошло с Ханной в ночь, когда они ушли, на День Святого Валентина (чтобы защитить свою репутацию), и вкратце упоминает Брайса, разозлив его. Сайрус и Тайлер, услышав о лжи Маркуса на даче показаний решают проучить его, и идут в соседнее поле, чтобы пострелять из пистолета. Клэй узнает, что Джастин принимал героин, он и Шэри помогают Джастину встать путь трезвости. Джессика показывает записку с угрозами мистеру Портеру, которую она спрятала перед тем, как дать показания. Алекс продолжает расстраиваться из-за того, что ничего не может вспомнить и просит Клэя дать ему кассеты, которые находятся у него. Джессика и Алекс прогуливают школу и целуются на причале. Клэй снова находит уже вторую полароидную фотографию в своём шкафчике, на которой изображён Брайс, занимающийся сексом с девушкой без сознания, и надписью: «Он не остановится…» Свидетель: 'Маркус Коул, который лжёт о том, что на самом деле случилось с Ханной Бэйкер, после их ухода. |            |                                                             |                      |                                   |               |
| 18 | 5          | «Меловая машина» «The Chalk Machine»                        | Элайза Хиттман       | Ник Шефф                          | 18 мая 2018   |
| Тайлер сталкивается с мистером Портером, который подозревает, что это он приложил руку к фотографиям Джессики, найденных в классе перед её показаниями, но Тайлер отрицает причастность. Райан, при даче показаний рассказывает о стихах Ханны, упоминая, что они были написаны о Джастине Фоули, и что они не переставали общаться, даже после их ссоры. Позже, Оливия приглашает Райана помочь ей расшифровать стихи Ханны для дополнительных подсказок, но Райан вскоре уходит после того, как Оливия упоминает про недостающие страницы в журнале Ханны, который Райан вырвал. Клэй понимает, что полароидные фотографии были сделаны в школе и пытается выяснить, где именно. Хлоя встречается с родителями Брайса и его мать замечает синяки на ней. Джессика посещает свой первый сеанс групповой терапии. Мистер Портер находит кирпич, брошенный в окно его автомобиля, с приложенной запиской с угрозами; позже, он встречается с матерью Джастина и его арестовывают из-за избиения отчима Джастина. Свидетель: Райан Шэйвер, который рассказывает о стихах, написаных вместе с Ханной и о том, кому они были посвящены. |            |                                                             |                      |                                   |               |
| 19 | 6          | «Улыбка в конце причала» «The Smile at the End of the Dock» | Элайза Хиттман       | Джулия Бикнел                     | 18 мая 2018   |
| При даче показаний в суде, Зак сознаётся, что у них с Ханной были романтические отношения летом, перед её смертью, но они держали это в секрете. После показаний, Клэй негативно воспринимает данную информацию и противостоит Заку, игнорируя его извинения, в то время как Брайс задевает Зака за его отношения, вызывая небольшую борьбу между ними. Джастин возвращается в школу и разговаривает с Джессикой, но она просит его уйти. Затем он падает в обморок, увидев Брайса, и по возвращении в дом Клэя, должен спрятаться, когда кто-то врывается дом, и в этот момент родители Клэя узнают, что он оставался там, но позволяют ему жить с ними дальше. Свидетель: Зак Дэмпси, который рассказывает о дружбе с Ханной на летних каникулах, перед её смертью. |            |                                                             |                      |                                   |               |
| 20 | 7          | «Третий полароид» «The Third Polaroid»                      | Майкл Моррис         | Брайан Йорки                      | 18 мая 2018   |
| Во время показаний Клэя, его вынудили рассказать, что однажды ночью они вместе с Ханной употребляли наркотики на небольшой вечеринке и провели ночь вместе, когда Клэй проигнорировал комментарий Ханны о желании умереть. День рождения Алекса в «Аркаде» был сорван после ряда вспышек агрессии со стороны Алекса. Когда Клэй покидает День рождения, он находит полароидную фотографию, оставленную на его машине, с надписью на ней: «Клуб». Прочитав комментарии в интернете о его показаниях, со злости, Клэй анонимно загружает аудиозаписи с кассет Ханны в интернет. Тем временем, Брайс занимается сексом с Хлоей без получения надлежащего согласия. Бейсбольная команда отдает дань уважения Джеффу Аткинсу. Свидетель: Клэй Дженсэн, который рассказывает о дружбе с Ханной. |            |                                                             |                      |                                   |               |
| 21 | 8          | «Маленькая девочка» «The Little Girl»                       | Майкл Моррис         | Фелица Марье                      | 18 мая 2018   |
| После кассет Ханны, загруженных Клэем в итернет, Брайс возвращается в школу и осуществляет акт вандализма на шкафчик Клэя, за то, что его «исповедальные кассеты» распространяются среди студентов. После того, как Маркуса шантажируют, он называет Брайса насильником во время выступления на церемонии перед большой группой родителей и студентов, чтобы защитить свою репутацию. Клэй наконец-то связывается со Скай и навещает её в психиатрической лечебнице, но она говорит ему, что переезжает в другой штат. У Джастина случается передозировка героином, но Алекс спасает ему жизнь. После, Джастин возвращается в дом своей матери. Кассеты Ханны, выложенные Клэем в сеть, доставляют ему неприятности со стороны родителей. Свидетели: Энди и Оливия Бэйкер, которые рассказывают о жизни Ханны и издевательствах в «Либерти Хай». |            |                                                             |                      |                                   |               |
| 22 | 9          | «Недостающая страница» «The Missing Page»                   | Кэт Кэндлер          | Рохит Кумар                       | 18 мая 2018   |
| Давая показания, мистер Портер рассказывает, что после смерти Ханны он пришел к выводу, что Ханна была изнасилована Брайсом. Затем, он со слезами на глазах извиняется перед матерью Ханны за роль, которую он сыграл в её самоубийство. Джастин крадет деньги у друга своей матери и, когда сталкивается с ней, оставляет ей немного денег, чтобы она тоже ушла от этих отношений. Брайс противостоит и угрожает Клэю в предположении, что именно Клэй шантажировал Маркуса, чтобы публично обвинить Брайса в изнасиловании. Позже, Клэя в школе жестоко избивают четыре ученика в масках. Затем, к нему подходит Сайрус, который приглашает его присоединиться к нему и Тайлеру в разгроме школы вечером. Он соглашается, но видит группу студентов, входящих в сарай рядом с бейсбольным полем. Клэй сразу догадывается, что это то место, которое является тем самым «Клубхаусом», где происходили изнасилования. Он пишет Джастину и они снова встречаются. Тем временем, Оливия связывается с девочкой Сарой и её матерью, что бы попросить дать показания в суде. Свидетели: Пэм Брэдли, которая рассказывает об атмосфере в «Либерти Хай» и Кэвин Портер, который рассказывает о дне, когда Ханна просила его о помощи. |            |                                                             |                      |                                   |               |
| 23 | 10         | «Улыбнитесь, сучки!» «Smile, Bitches!»                      | Кэт Кэндлер          | Кирк Мур                          | 18 мая 2018   |
| Тони просят дать показания, но он предпочитает скрыть тот факт, что Ханна оставила ему свои кассеты, потому таким образом, он отплатил Ханне за то, что она помогла избежать ему ареста. Во время показаний Сары она рассказывает, что Ханны была частью трио девочек, которые издевались над ней в другой средней школе. После ссоры между Тайлером и Маккензи, его дружба с Сайрусом прекращается. Шэри, с помощью марихуаны соблазняет некоторых крутых парней взять её в их «Клубхауз», где Брайс фотографирует её вместе с другими парнями на Polaroid, помещая фотографию в коробку, заполненную другими фотографиями. Она узнает код от двери в «Клубхаус» и даёт его Клэю и Джастину. Во время бейсбольного матча, Зак ссорится с Брайсом, говоря ему о том, что Ханна не лгала, и что "игра окончена". Он идёт в «Клубхаус», чтобы увидеться там с Клэем и Джастином. Затем, Зак отдаёт Клэю коробку полароидных фотографий, сделанных в «Клубхаусе», и признаётся, что это он подбросил Клэю те три фотографии с надписями. Дома у Клэя, вместе с Джастином и Шэри они рассматривают фотографии, и находят пару изображений, на которых Брайс насилует Хлою. Затем, Клэй находит фотографию с изображением Ханны, но не показывает её Джастину и Шэри. Свидетели: Сара, которая рассказывает об издевательствах над ней со стороны Ханны и Тони Падилла, который рассказывает о дружбе с Ханной.                    |            |                                                             |                      |                                   |               |
| 24 | 11         | «Брайс и Хлоя» «Bryce & Chloe»                              | Джессика Ю           | Марисса Джо Церар и Томас Хиггинс | 18 мая 2018   |
| Давая показания, Брайс лжёт и утверждает, что у него и Ханны были случайные сексуальные отношения, и что она ложно обвинила его в изнасиловании после того, как он её бросил. Когда Брайс возвращается в школу, Джастин нападает на него, и эта борьба превращается в массовую драку. Джессика показывает Хлое две фотографии, на которых изображены Брайс, насилующий Хлою в «Клубхаусе». Затем, Хлоя признается, что это она разместила те фотографии Джессики в классе перед её показаниями. Оливия, её юридическая команда и Джессика просят Хлою дать показания и она соглашается, но на суде она лжёт, о том, что помнит, как Брайс занимался с ней сексом по обоюдному согласию. Кто-то крадёт коробку полароидных фотографий, найденных в «Клубхаусе» из машины Клэя, а Алекс получает посылку, в которой находится оружие и записка с угрозами. После показаний, мать Брайса спрашивает его, говорил ли он правду при даче показаний, и после давления, он признается в изнасиловании Ханны. Воспоминания показывают, что Брайс хотел отношений с Ханной, но был ею отвергнут. Клэй становится психически неуравновешенным из-за галлюцинаций Ханны, до такой степени, что решает убить Брайса, а затем застрелить себя, но Джастину удается его успокоить. Свидетели: Брайс Уокер, который лжёт об изнасиловании Ханны и Хлоя Райс, которая рассказывает про «Клубхаус», но также лжёт об её изнасиловании Брайсом. |            |                                                             |                      |                                   |               |
| 25 | 12         | «Коробка полароидов» «The Box of Polaroids»                 | Джессика Ю           | Хэйли Тайлер и Брайан Йорки       | 18 мая 2018   |
| Джастин получает записку со смертельной угрозой, перед дачей показаний. Во время суда, он рассказывает всю правду об изнасиловании Джессики Брайсом. После того, как Алекс понимает, что Монтгомери является тем самым, кто запугивает школьников во время суда, он, вместе с Клэем, Джастином, Тони, Заком и Скоттом ловят Монтгомери и он признается в краже коробки с полароидами. Однако, после того, как Монтгомери привозит Алекса в пустынное место, чтобы якобы отдать коробку, он лжёт и сбегает. В результате, Джессика, благодаря друзьями, сообщает в полицию о своём изнасиловании. После того, как процесс Бэйкеров заканчивается и присяжные считают, что школьный округ не несёт ответственности за смерть Ханны, Брайса и Джастина арестовывают за участие в изнасиловании Джессики. Мистера Портера увольняют после аттестации, а Тайлера отправляют на реабилитационную программу после того, как он выложил пост в соц. сети, в котором признался, что это он нанёс ущерб школе. Свидетель: Джастин Фоули, который рассказывает о своих отношениях с Ханной и признается, что Брайс изнасиловал её. |            |                                                             |                      |                                   |               |
| 26 | 13         | «Пока!» «Bye»                                               | Кайл Патрик Альварез | Брайан Йорки                      | 18 мая 2018   |
| Месяц спустя, после суда над Брайсом за изнасилование Джессики, он признан виновным, но приговорён к испытательному сроку всего лишь на три месяца. Джастин приговорён к шести месяцам условно и может быть отпущен только одному из своих родителей, которых не могут найти. Это мотивирует семью Клэя усыновить Джастина. Клэй узнаёт, что был включён в так называемый список "11 причин, почему...нет", написанный Ханной перед её смертью. Тайлер возвращается в школу, но его жестоко избивает и насилует палкой от швабры рассерженный Монтгомери со своими двумя друзьями. Джастин тайно употребляет героин. Нина показана с коробкой полароидов, которые она сжигает. На следующий вечер, на школьных танцах, Джессика и Джастин разделяют интимную встречу и Хлоя говорит Джессике, что она беременна. Тайлер прибывает на танцы, планируя массовую школьную стрельбу, но Клэй узнает о его планах, благодаря СМС сообщению, которое Маккензи получил от Тайлера. Затем, Клэй выходит наружу, чтобы противостоять Тайлеру, убеждая его не делать этого. Он спокойно забирает оружие у Тайлера. Тут же приезжает Тони, чтобы забрать Тайлера с собой. Когда автомобиль Тони отъезжает, слышны сирены приближающихся полицейских машин, а Клэй остается с винтовкой Тайлера перед школой. |            |                                                             |                      |                                   |               |

### Сезон 3 (2019)
| № общий | № в сезоне | Название | Режиссёр        | Автор сценария | Дата премьеры   |
| --- | ---------- | --- | --------------- | --- | --------------- |
| 27 | 1          | «Да. Я новенькая» «Yeah. I'm the New Girl» | Майкл Моррис    | Брайан Йорки | 23 августа 2019 |
| Полицейские допрашивают Клэя об исчезновении Брайса. Клэй помнит последствия «Весеннего Бала», когда он скрывался, чтобы замести следы Тайлера и познакомился с Ани. Подозреваемый: Клэй Джэнсэн − из-за его велосипедного замка, найденного в комнате Брайса.                                                                            |            | |                 | |                 |
| 28 | 2          | «Если ты дышишь, то ты лжёшь» «If You're Breathing, You're A Liar»                                                                                      | Майкл Моррис    | Аллен МакДональд | 23 августа 2019 |
| Узнав о беременности Хлои, Клэй и Ани нанесли ей визит. Хлоя вспоминает, как она обращалась за советом к Заку для поддержки - о чём Брайс никогда не догадывался. Подозреваемый: Зак Дэмпси − из-за подарка, который дала ему Хлоя. |            | |                 | |                 |
| 29 | 3          | «Хороший человек неотличим от плохого» «The Good Person Is Indistinguishable From The Bad»                                                              | Джессика Ю      | Хэйли Тайлер | 23 августа 2019 |
| Когда полицейское расследование ставит школу на грань, Ани вспоминает, что Джессика поссорилась с Брайсом. Подозревая Джесс, Ани и Клэй начинают следить за ней. Подозреваемая: Джессика Дэвис − из-за письма, которое Брайс написал для неё.                                                                                             |            | |                 | |                 |
| 30 | 4          | «Озлобленный молодой человек» «Angry, Young And Man» | Джессика Ю      | Томас Хиггинс | 23 августа 2019 |
| После того как Тайлер признается, что у него все ещё есть пистолет, ребята начинают следить за ним в школе. Но их беспокойство усиливается, когда они узнают, что у Тайлера был мотив убить Брайса. Подозреваемый: Тайлер Даун − потому что у него всё ещё остался пистолет.                                                              |            | |                 | |                 |
| 31 | 5          | «Никто не чист» «Nobody's Clean» | Бронвэн Хьюз    | Трэвор Марти Смит | 23 августа 2019 |
| Полиция обыскивает школу, после обнаружения стероидов в машине Брайса. Алекс помнит, как Брайс поддерживал его после расставания с Джессикой. Подозреваемый: Алекс Стэндалл − из-за стероидов, найденных в машине Брайса. |            | |                 | |                 |
| 32 | 6          | «Вы можете узнать сердце человека по тому, как он скорбит» «You Can Tell the Heart Of A Man by How He Grieves»                                          | Бронвэн Хьюз    | Мфонисо Удофия | 23 августа 2019 |
| Полиция вызывает Тони на допрос. На похоронах Брайса, Ани раскрывает два чёртовых секрета. Подозреваемые: Тони Падилья − из-за того, что его «Мустанг» был в гараже Брайса; и Барри Уокер − из-за дочери, которую он скрывает. |            | |                 | |                 |
| 33 | 7          | «Имеется ряд проблем с Клэем Джэнсэном» «There Are A Number Of Problems With Clay Jensen»                                                               | Кэвин Доулинг   | Джулия Бикнэл | 23 августа 2019 |
| Полиция допрашивает Джастина и Клэя о ночи, когда Клэй угрожал пистолетом Брайсу. Клэй обнаруживает, что связь Ани и Брайса была ближе, чем он думал. Подозреваемые: Клэй Джэнсэн − из-за записи с камер видеонаблюдения, где он угрожает Брайсу пистолетом; и Ани Ачола − из-за того, что её нижнее бельё было найдено в комнате Брайса. |            | |                 | |                 |
| 34 | 8          | «В средней школе, даже в хороший день, трудно сказать, кто на твоей стороне» «In High School, Even On A Good Day, It's Hard To Tell Who's On Your Side» | Кэвин Доулинг   | Фелиша Марье | 23 августа 2019 |
| Мистер Портер беседует со студентами о Клэе, который заявил о своей невиновности миссис Уокер. Подозреваемый: Кевин Портер − потому, что у него тот же блокнот, что и у Брайса. |            | |                 | |                 |
| 35 | 9          | «Всегда жду следующих плохих новостей» «Always Waiting For The Next Bad News»                                                                           | Аврора Герерро  | М.К. Мэлоун | 23 августа 2019 |
| Полицейские считают Клэя лицом, заинтересованным в убийстве. Ани ловит Джастина на лжи, узнав, что Брайс выручил его из опасной ситуации. Подозреваемые: Джастин Фоули − потому, что у него есть коробка с оксикодоном Брайса; и Сэт Мэсси − потому, что у него есть часы Брайса.                                                         |            | |                 | |                 |
| 36 | 10         | «Мир приближается» «The World Closing In» | Аврора Герерро  | Сюжет : Рохит Кумар, Аллен МакДональд, Томас Хиггинс и Хэйли Тайлер Телесценарий : Аллен МакДональд, Томас Хиггинс, Хэйли Тайлер и Брайан Йорки | 23 августа 2019 |
| Мать Ханны, Оливия, возвращается в город. Убеждая Клэя защищать себя, она рассказывает, что отношения между Тони и Брайсом были больше, чем знал Клэй. Подозреваемая: Оливия Бэйкер − из-за голосового сообщения, которое она оставила Клэю, сказав, что Брайс заслуживает смерти, и что она хотела бы его убить.                         |            | |                 | |                 |
| 37 | 11         | «Есть несколько вещей, которые я тебе не сказал» «There Are A Few Things I Haven't Told You»                                                            | Кэвин Доулинг   | Хэлен Шанг | 23 августа 2019 |
| Когда полицейские приближаются к Клэю, их главному подозреваемому, жестокая драка на матче показала, что у всех была причина убить Брайса. Подозреваемый: Клэй Джэнсэн − из-за сообщений, найденных в его телефоне, угрожающие Брайсу. |            | |                 | |                 |
| 38 | 12         | «А потом налетел ураган» «And Then The Hurricane Hit»                                                                                                   | Кэвин Доулинг   | Сюжет : Томас Хиггинс, Хэйли Тайлер и Трэвор Марти Смит Телесценарий : Аллен МакДональд, М.К. Мэлоун и Хэлен Шанг                               | 23 августа 2019 |
| Напряжение в связи с арестом Клэя заставляет его друзей принимать рискованные решения. Раскрывается полная история стычки, которая произошла на матче. Подозреваемая: Ани Ачола − из-за красной краски на её одежде. |            | |                 | |                 |
| 39 | 13         | «Пусть мёртвые хоронят мёртвых» «Let The Dead Bury The Dead»                                                                                            | Джон Ти Крэчмер | Брайан Йорки | 23 августа 2019 |
| Клэя освобождают под залог, а Ани разрабатывает план, чтобы его полностью оправдали. И, наконец, раскрывается вся правда об убийстве Брайса. Подозреваемый: Монтгомери де ла Круз − из-за разборки с Брайсом в раздевалке. |            | |                 | |                 |

### Сезон 4 (2020)
| № общий | № в сезоне | Название                                         | Режиссёр       | Автор сценария                                     | Дата премьеры |
| --- | ---------- | ------------------------------------------------ | -------------- | -------------------------------------------------- | ------------- |
| 40 | 1          | «Зимние каникулы» «Winter Break»                 | Рассел Малкахи | Брайан Йорки                                       | 5 июня 2020   |
| Тайлер попадает под пристальное внимание полиции, которая заинтересована не только тем, как он проводил свободное время, но и тем, где может храниться его оружие. Друзья понимают, что на самом деле ничего не знают про юношу. Уинстон решает перейти в Либерти после неудачного года в Хиллкресте и громкого исключения.                                                                                            |            |                                                  |                |                                                    |               |
| 41 | 2          | «Экскурсия по колледжу» «College Tour»           | Рассел Малкахи | Аллен Макдональд                                   | 5 июня 2020   |
| Клэй проводит неспокойную ночь, пребывая в замешательстве из-за предстоящего поступления в колледж. Неожиданно с его жизнью начинает твориться нечто странное, и юноша осознает, что кто-то хочет его подставить, заставить всех верить в причастность к убийству. Джастин пытается наладить отношения с Джессикой. Во время поисков колледжа Клэй и Зак по случайному стечению обстоятельств попадают в неприятности. |            |                                                  |                |                                                    |               |
| 42 | 3          | «День святого Валентина» «Valentine's Day»       | Майкл Сакси    | Хэйли Тайлер                                       | 5 июня 2020   |
| Школа Либерти готовится отпраздновать День всех влюбленных, и по традиции каждый должен участвовать в танце «Любовь это любовь». Клэя беспокоят звонки с незнакомых номеров с нескрываемыми угрозами, и парень с трудом может взять себя в руки. Друзья начинают беспокоиться о нем, но ситуация только ухудшается. |            |                                                  |                |                                                    |               |
| 43 | 4          | «Поход старшеклассников» «Senior Camping Trip»   | Майкл Сакси    | Томас Хиггинс                                      | 5 июня 2020   |
| У Клэя начинаются проблемы с одноклассниками после недавнего случая на танцах. Школьный совет решает, можно ли допустить Клэя до ежегодной поездки в поход. Полиция начинает интересоваться видеозаписями с камер видеонаблюдения, где Клэй ведет себя как виновный. Юноша находится в постоянном напряжении из-за угроз и подозрительного аккаунта, натравливающего на него друзей.                                   |            |                                                  |                |                                                    |               |
| 44 | 5          | «Домашняя вечеринка» «House Party»               | Брэнда Стронг  | М.К. Мэлоун и Фрэнки Д. Гонзалез                   | 5 июня 2020   |
| Родители Клэя настаивают на прохождение сыновьями теста на наркотические вещества, опасаясь повторения плачевного опыта лечения Джастина. Клэй начинает подозревать родителей в слежке. Жизнь юноши превращается в кошмар наяву, когда прошлое начинает просачиваться в каждое событие. |            |                                                  |                |                                                    |               |
| 45 | 6          | «Четверг» «Thursday»                             | Брэнда Стронг  | Эванджелина Ордас                                  | 5 июня 2020   |
| В школе начинаются учения, а Клэя снова начинают преследовать кошмарные видения, и парень не может скрыть беспокойство от брата. Джастин остро реагирует на недоверие окружающих. После открывшихся подробностей Клэй, Тони и Джастин начинают переживать за Тайлера и принимаются за его поиски. |            |                                                  |                |                                                    |               |
| 46 | 7          | «Собеседование в колледже» «College Interview»   | Суну Гонэра    | Аллен Макдональд, Хэйли Тайлер и Эванджелина Ордас | 5 июня 2020   |
| Душевное и эмоциональное состояния Клэя продолжает стремительно ухудшаться. Юноше не с кем поговорить на волнующие его темы, так как все друзья заняты предстоящим поступлением в колледж и проходят предварительное интервью. В это непростое время Джастину сообщают печальную новость о матери. |            |                                                  |                |                                                    |               |
| 47 | 8          | «Принятие / Отклонение» «Acceptance / Rejection» | Суну Гонэра    | Сахар Джахани                                      | 5 июня 2020   |
| Дела школы Либерти ухудшаются после вскрывшихся подробностей о слежке за учениками. Администрация города начинает злоупотреблять властью и превышает свои полномочия, из-за чего ученики, оскобленные поведением взрослых, принимают решение действовать самостоятельно. Выпускникам начинают приходить письма из колледжей с решением о поступлении.                                                                  |            |                                                  |                |                                                    |               |
| 48 | 9          | «Школьный бал» «Prom»                            | Томми Лохманн  | Брайан Йорки                                       | 5 июня 2020   |
| Декан Фаундри начинает новое расследование неприятного инцидента и начинает угрожать ученикам отменой долгожданного выпускного вечера. Джессика предлагает администрации пойти на сделку и соглашается принять удар на себя, понимая, какой серьезной угрозой это может быть для будущего. На балу случается смелое заявление одной из пар.                                                                            |            |                                                  |                |                                                    |               |
| 49 | 10         | «Выпускной» «Graduation»                         | Брайан Йорки   | Брайан Йорки                                       | 5 июня 2020   |
| Клэй переживает из-за случившегося с Джастином, считая даже помощь психолога бессмысленной. Выпускники вынуждены попрощаться со школой. Закаленные внутренней борьбой со своими страхами и противостоянием внешним угрозой, они без страха смотрят во взрослое будущее. |            |                                                  |                |                                                    |               |

## Производство
Universal Studios купила права на экранизацию романа 8 февраля 2011 года; планировалось, что Селена Гомес исполнит главную женскую роль Ханны Бейкер. 29 октября 2015 года было объявлено, что Netflix снимет телевизионный сериал, основанный на романе, а Гомес возьмёт на себя обязанности исполнительного продюсера. Том Маккарти стал режиссёром первых двух эпизодов. Продюсерскими компаниями сериала стали «Anonymous Content» и «Paramount Television», а Гомес, Маккарти, Джой Горман, Майкл Шугар, Стив Голин, Мэнди Тифи и Кристел Лейблин — исполнительными продюсерами.
Основные съёмки проходили в Северной Калифорнии в городах Вальехо, Бениша, Сан-Рафел, Крокетт и Себастопол летом 2016 года. На съёмочной площадке постоянно находились собаки для эмоциональной терапии актёров.
Премьера первого сезона и специальной программы состоялась 31 марта 2017 года на платформе «Netflix».
Съёмки второго сезона проходили там же, где снимали первый сезон. Съёмочный процесс начался 12 июня 2017 года, но был приостановлен из-за лесных пожаров в штате, произошедших недалеко от съёмочной площадки.

## Релиз

### Аудитория
По информации агентства «Jumpshot» первый сезон шоу стал самым просматриваем сериалом «Netflix» за первые 30 дней после премьеры, собрав 48 % аудитории самого просматриваемого шоу сезона — «Сорвиголовы». Средний прирост аудитории с каждой неделей составил 18 %.

### Критика
Первый сезон телесериала получил положительные отзывы от критиков. На сайте Rotten Tomatoes оценка составляет 79 % на основе 62 рецензий со средним баллом 7.14 из 10. На сайте Metacritic он имеет оценку 76 из 100 на основе 17 рецензий критиков, что соответствует статусу «в целом благоприятные отзывы».
| Сезон | Сезон | Отзывы критиков    | Отзывы критиков  |
| Сезон | Сезон | Rotten Tomatoes    | Metacritic       |
| ----- | ----- | ------------------ | ---------------- |
|       | 1     | 79 % (62 рецензии) | 76 (17 рецензии) |
|       | 2     | 25 % (51 рецензии) | 49 (16 рецензии) |
|       | 3     | 12 % (17 рецензии) | 23 (4 рецензии)  |
|       | 4     | 25 % (12 рецензий) |                  |

### Награды и номинации
| Награды и номинации | Награды и номинации                      | Награды и номинации                                 | Награды и номинации                              | Награды и номинации | Награды и номинации |
| Год                 | Награда                                  | Категория                                           | Номинант                                         | Результат           | Прим.               |
| ------------------- | ---------------------------------------- | --------------------------------------------------- | ------------------------------------------------ | ------------------- | ------------------- |
| 2018                | MTV Movie & TV Awards                    | Лучший телесериал года                              | «13 причин почему»                               | Номинация           |                     |
| 2018                | MTV Movie & TV Awards                    | Лучшая актриса телесериала                          | Кэтрин Лэнгфорд                                  | Номинация           |                     |
| 2018                | Премия Гильдии музыкальных супервайзеров | Лучший выбор музыки в телевизионном сериале — драма | Сизон Кент                                       | Победа              | [ 26 ]              |
| 2018                | NAACP Image Award                        | Лучший режиссёр драматического телесериала          | Карл Франклин (за эпизод «Кассета 5, Сторона Б») | Победа              | [ 27 ]              |
| 2018                | Золотой глобус                           | Лучшая актриса телесериала — драма                  | Кэтрин Лэнгфорд                                  | Номинация           | [ 28 ]              |
| 2018                | Спутник                                  | Лучшая женская роль — драма                         | Кэтрин Лэнгфорд                                  | Номинация           | [ 29 ]              |
| 2018                | Спутник                                  | Лучший телесериал — драма                           | «13 причин почему»                               | Номинация           | [ 29 ]              |